# تسگلد
شهر تْسِگلِد (به مجاری: Cegléd) در پِشت در کشور مجارستان واقع شده‌است. جمعیت این شهر ۳۸٫۴۷۶ نفر  است.